# Cali Pachanguero
«Cali Pachanguero» es una canción de salsa escrita por Jairo Varela e interpretada por primera vez por el Grupo Niche, del cual Varela era director.
Apareció en 1984 en el álbum No hay quinto malo del Grupo Niche y rápidamente se convirtió en uno de los mayores éxitos en la carrera del grupo y de Jairo Varela. La canción trata de la nostalgia que sienten los caleños cuando se encuentran lejos de su ciudad y se ha convertido en todo un icono y segundo himno de Santiago de Cali, la ciudad que homenajea la canción, y también una de las canciones latinas y de salsa más famosas de todos los tiempos.
La canción fue elegida como canción oficial de la Feria de Cali el año de su lanzamiento y nuevamente en 2012 como homenaje a su autor, quien había fallecido en agosto del mismo año. Así mismo ocupa el puesto 27 entre las 50 mejores canciones latinas de todos los tiempos según Billboard.
El nombre de la canción es un homenaje a la influencia del género pachanga en la Cali de la década de 1960 y la cultura musical y festiva de la ciudad.

## Historia
En 1982 el grupo y Varela se encontraban en Nueva York en medio de una gira por tierras norteamericanas. Durante un ensayo Varela se percató de que un joven los observaba tras el vidrio al otro lado de la calle, así que lo invitó a entrar y se pusieron a charlar. Se trataba de un muchacho caleño que había viajado a Estados Unidos ilegalmente en busca del sueño americano pero que debido a las inclemencias soñaba con volver a su tierra. El muchacho nostálgico por la Sultana del Valle logró conmover profundamente a Varela que desde ese momento empezó a planear una canción que posteriormente se convertiría en el Cali Pachanguero.
Desde el momento en que el grupo volvió a Colombia luego de su gira, Varela pidió una libreta para empezar a escribir las canciones del siguiente álbum, entre las que se encontraba Cali Pachanguero. La primera vez que se ensayó la canción fue en un hotel en Cartagena de Indias en 1984 y en octubre de ese mismo año salió en el LP del cuarto álbum de estudio y quinto en total del Grupo Niche, consagrándose inmediatamente como un éxito rotundo.
En 2012 se propuso adoptar la canción como el himno alterno de la ciudad, pero la propuesta no llegó nunca a materializarse. 

## Versiones
Cali Pachanguero es cantada por distintos vocalistas del Grupo Niche como:
- Moncho Santana en el álbum No hay quinto malo.
- Tito Gómez en el álbum Historia Musical y en su versión en inglés en el álbum Me sabe a Perú.
- Willy García en el álbum La Danza de la Chancaca